# آژانس فضایی مالزی
آژانس فضایی مالزی (به انگلیسی: Malaysian Space Agency) (مالایی: Agensi Angkasa Malaysia)، مخفف MYSA، آژانس فضایی ملی مالزی است. در روز ۲۰ فوریه ۲۰۱۹، کابینه مالزی تصویب کرد که با ادغام آژانس سنجش از دور مالزی (MRSA) و آژانس فضایی ملی مالزی (ANGKASA) در یکدیگر، آژانس فضایی مالزی (MYSA) تأسیس گردد.
در ماه مارس ۲۰۱۹، وزیر انرژی، علوم، فناوری، محیط زیست و تغییرات آب و هوایی، خانم یو بی یین (Yeo Bee Yin) اظهار کرد که آژانس فضایی مالزی بر روی فناوری، زیرساخت‌ها و توسعه برنامه‌های کاربردی فضایی راهبردی تمرکز خواهد کرد. وظیفه این آژانس، جمع‌آوری داده‌های جامع ماهواره‌ای و سیستم‌های اطلاعاتی برای کمک به سازمان‌های دولتی گوناگون دخیل در امور محیط زیست، منابع طبیعی، امنیت غذایی، مدیریت بلایا و مدیریت تغییرات آب و هوایی خواهد بود. داده‌ها و اطلاعات جمع‌آوری شده را می‌توان با بخش خصوصی به اشتراک گذاشت تا به آنها در توسعه و دستیابی به سیستم شبیه‌سازی خودشان، کمک کند. ادغام آژانس سنجش از دور و آژانس فضایی ملی در یکدیگر و ایجاد یک آژانس جدید با بهینه‌سازی استفاده از منابع و امکانات موجود، بازدهی فعالیت‌ها را بهبود می‌بخشد.